# 米庫拉斯三世
米庫拉斯三世（捷克語：Mikuláš III. Opavský，約1343年—1394年7月9日），格武布奇采公爵，米庫拉斯二世長子，1377年至1394年在位。
米庫拉斯三世終生未婚，去世後領地由弟弟普熱米斯爾一世繼承。